# شبگرد (فیلم ۲۰۱۴)
شبگرد (به انگلیسی: Nightcrawler) فیلمی دلهره‌آور روان‌شناختی و نئو-نوآر به کارگردانی دان گیلروی است که در سال ۲۰۱۴ منتشر شده است.
ستاره فیلم جیک جیلنهال در نقش یک خبرنگار است که از صحنه‌های تصادف و جرم و جنایت در لس آنجلس فیلمبرداری می‌کند و آنها را به شبکه‌های اخبار تلویزیونی می‌فروشد. ریز احمد، رنه روسو و بیل پاکستون، از دیگر بازیگران این فیلم هستند.
شبگرد در تاریخ ۵ سپتامبر ۲۰۱۴ در جشنواره بین‌المللی فیلم تورنتو اکران شد. این فیلم در رشته بهترین فیلمنامه اورجینال یا غیر اقتباسی در هشتاد و هفتمین دوره جوایز اسکار نامزد شده است.

## خلاصه داستان
لوئیس بلوم یک دزد خرده پاست که از ساختمان‌های نیمه کاره در لس آنجلس آهن آلات می‌دزدد و آنها را می‌فروشد. اما یک شب که در خیابان قدم می‌زد به‌طور اتفاقی با گروهی از فیلمبرداران موسوم به «شبگرد» که در حال فیلمبرداری از یک صحنه دلخراش تصادف بودند آشنا می‌شود. لوئیس تصمیم می‌گیرد که اینکار را دنبال کند. او یک دوچرخه مسابقه می‌دزدد و آنرا در مغازه‌ای با یک دوربین فیلمبرداری و یک بیسیم پلیس عوض می‌کند و مشغول فیلمبرداری از صحنه‌های تصادف می‌شود. او روز به روز در این راه پیشرفت می‌کند و …

## بازیگران
- ان کیوساک
- بیل پاکستون
- جیک جیلنهال
- کاتلین یورک
- کوین رام
- رنه روسو